# İsa Demir
İsa Demir (* 10. August 1985 in Södertälje) ist ein türkisch-schwedischer Fußballspieler.

## Karriere
İsa Demir gehört einer der in Schweden zahlreich vorhandenen aramäischen Gemeinden an. So spielte er auch fast ausschließlich bei Vereinen wie Syrianska FC dieser Gemeinschaft, die in Schweden sogar in den oberen Ligen Vertreter aufzuweisen hat.
Da seine Vorfahren aus der Türkei eingewandert sind und die türkische Staatsangehörigkeit besitzen und es in den oberen türkischen Profiligen ein stark begrenztes Ausländerkontingent gibt, wurden türkischstämmige Fußballspieler im Ausland für türkische Vereine interessant. Unter diesen Bedingungen wechselte İsa Demir im Sommer 2014 zum türkischen Zweitligisten Boluspor und spielte für diesen Klub bis zum April 2015.